# 宁明县
宁明县在中国广西壮族自治区西南部、左江支流明江流域，是崇左市所辖的一个县。县内的花山岩画是广西第一个世界遗产。縣人民政府駐城中鎮。
总面积为3704平方公里，2021年人口为31.94万。

## 历史沿革
元至元中置思明州。
清雍正十年(1732年)，以有“反清思明”之意，改思明州為寧明州。
1912年改寧明州為寧明縣。
1914年屬鎮南道。
1926年屬廣西省。
1949年屬龍州專區。
1951年屬崇左專區。
1952年寧明、明江、憑祥三縣合置睦南縣，屬桂西僮族自治區崇左專區。
1953年撤睦南、思樂二縣，復置寧明縣;為桂西僮族自治區直屬單位。
1956年為桂西僮族自治州直屬單位。
1957年屬邕寧專區。
1958年撤寧明縣，與憑祥、龍津二縣合置睦南縣，屬南寧專區。
1959年復置寧明縣。
1971年屬南寧地區。
2002年屬崇左市。

## 行政区划
宁明县下辖7个镇、6个乡：
城中镇、爱店镇、明江镇、海渊镇、桐棉镇、那堪镇、亭亮镇、寨安乡、峙浪乡、东安乡、板棍乡、北江乡、那楠乡、国营宁明华侨农场和国营天西华侨农场。

## 人口
根據第七次人口普查數據，截至2020年11月1日零時，寧明縣常住人口為319386人。

## 交通
- 南友高速、 219国道、 322国道过境。
- 亭亮站、宁明站：湘桂鐵路